# Mazedonische Eiche
Die Mazedonische Eiche (Quercus trojana) ist eine Pflanzenart aus der Gattung der Eichen (Quercus) in der Familie der Buchengewächse (Fagaceae).

## Beschreibung

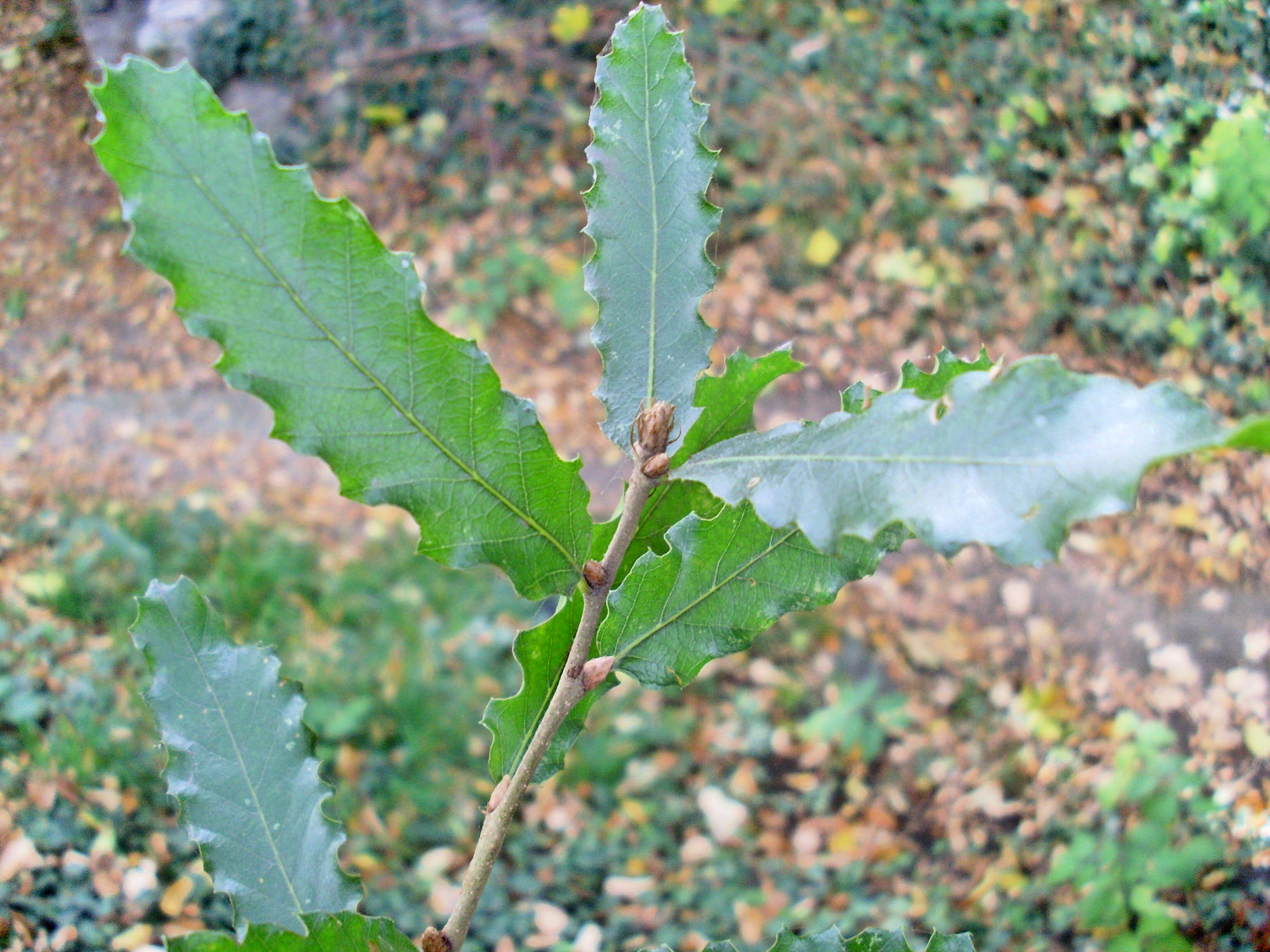
Zweig mit Laubblättern

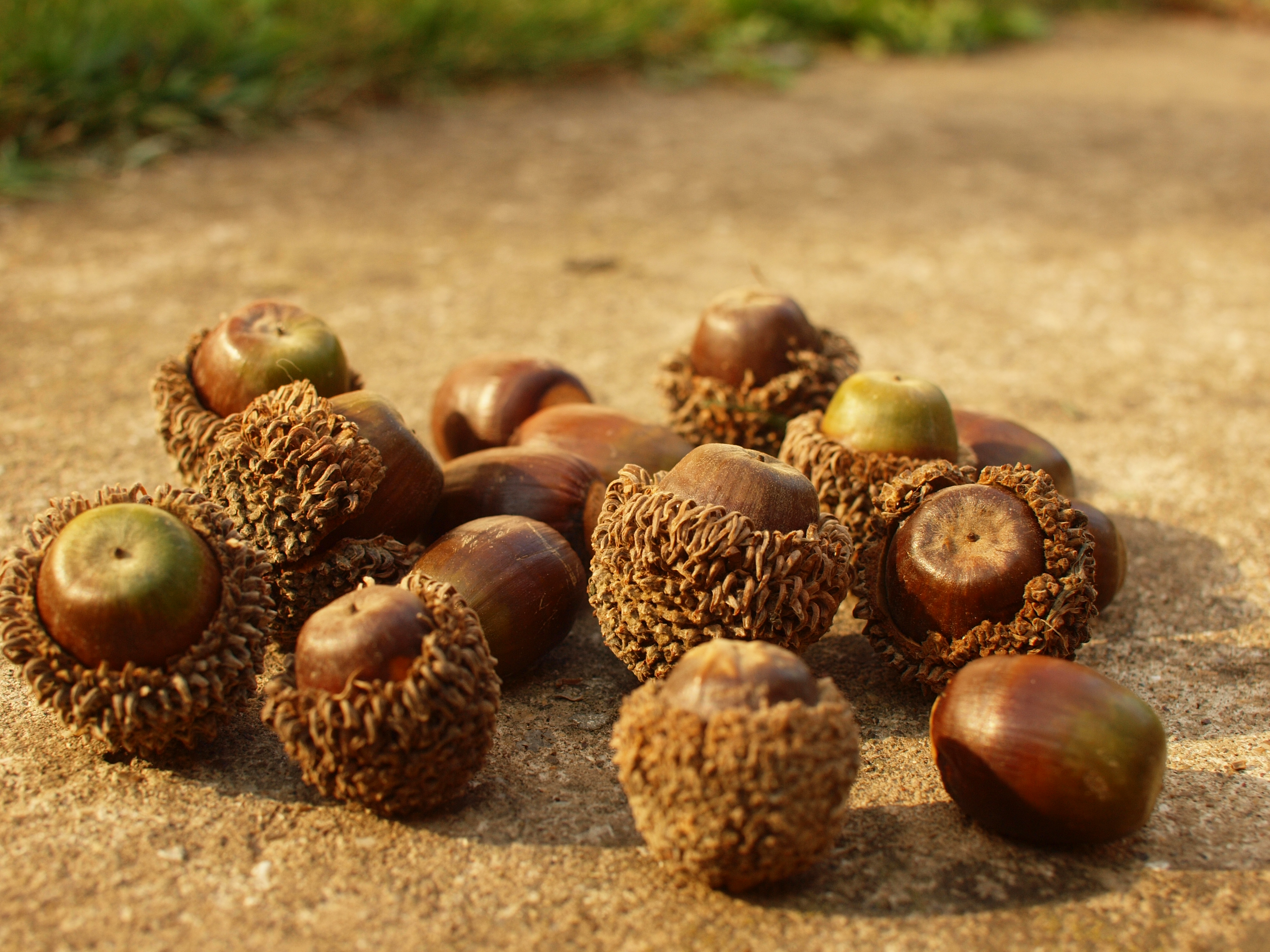
Eicheln mit Fruchtbecher

### Vegetative Merkmale
Die Mazedonische Eiche ist ein kleiner halbimmergrüner bis laubabwerfender Baum mit Wuchshöhen von 10 bis über 18 Metern, selten bis über 20 Metern oder ein Strauch. Der Stammdurchmesser erreicht über 80 Zentimeter, selten bis über 1,2 Meter.
Die wechselständigen und kurz gestielten Laubblätter sind eiförmig bis verkehrt-eiförmig, manchmal lanzettlich. Sie sind verhältnismäßig steif, ledrig, oberseits glänzend und fast kahl. Die spitze bis zugespitzte, grannen- bis stachelspitzige Blattspreite ist 3 bis 9 cm lang und feiner oder gröber, teils geschweift, gesägt bis gelappt mit 8 bis 14 grannen- bis stachelspitzigen, spitzen bis seltener stumpfen Zähnen oder Lappen pro Seite. Die Basis ist leicht herzförmig bzw. geöhrt oder abgerundet bis spitz. Der Blattstiel ist schwach behaart.

### Generative Merkmale
Die Fruchtbecher (Cupula) sind mit 2 bis 2,5 cm Durchmesser auffallend groß. Die unteren Schuppen sind angedrückt, die oberen aufrecht bis zurückgeschlagen. Die gestutzten Früchte (Eicheln) sind 3 bis 4,5 cm lang. Sie reifen alle zwei Jahre.
Die Chromosomenzahl beträgt 2n = 24.

## Vorkommen
Die Mazedonische Eiche ist in Südosteuropa und Kleinasien heimisch; ihr Gebiet reicht von Süditalien über den Balkan bis in die westliche Türkei. In ihrem Verbreitungsgebiet ist die Mazedonische Eiche ein paläoendemisches Relikt.
Die Mazedonische Eiche findet sich zumeist in der submontanen Stufe oberhalb der vollmediterranen Vegetation. Der Unterwuchs besteht überwiegend aus sommergrünen Elementen, durchsetzt mit nur noch wenigen immergrünen Elementen (Phillyrea und Juniperus oxycedrus). Die Mazedonische Eiche ist auf Steinfluren und Felsentriften der Herzegowina, Montenegros, Makedoniens und Albaniens häufiger verbreitet. Ein Vegetationsbild der Eiche gibt Lujo Adamović: Eine fast immergrüne Eiche, die Mazedonische Eiche (Quercus trojana) bewohnt nur die höheren Berge um Dubrovnik (Ragusa) (wie Snijeznica, Rigja, Stedro, Bjelotina) und der angrenzenden Herzegowina. Sie erinnert stark an die Zerreiche, hat aber schmälere und verhältnismäßig längere, härtere Blätter. In Montenegro und besonders in Albanien und den Puglien ist diese Eichenart häufiger anzutreffen.

## Systematik
Innerhalb der Gattung der Eichen (Quercus) gehört diese Art zusammen mit Zerreiche, Korkeiche und Steineiche zur Untergruppe der Zerr-Eichen (Cerris).
Man kann die folgenden Unterarten unterscheiden:
- Quercus trojana subsp. euboica (Papaioannou) K.I.Chr.: Dieser Endemit kommt nur im nordwestlichen Teil der Insel Euböa vor.[5] Die Blätter sind oberseits kahl und unterseits behaart, die Art wächst nur als Strauch.
- Quercus trojana subsp. trojana: Sie kommt im südöstlichen Italien, auf der Balkanhalbinsel und in der westlichen Türkei vor.[5] Die Blätter sind meist kahl oder unterseits schwach behaart.
- Quercus trojana subsp. yaltirikii Ziel., Petrova & D.Tomasz.: Sie wurde 2006 aus der Türkei erstbeschrieben.[5] Die Blätter sind behaart.

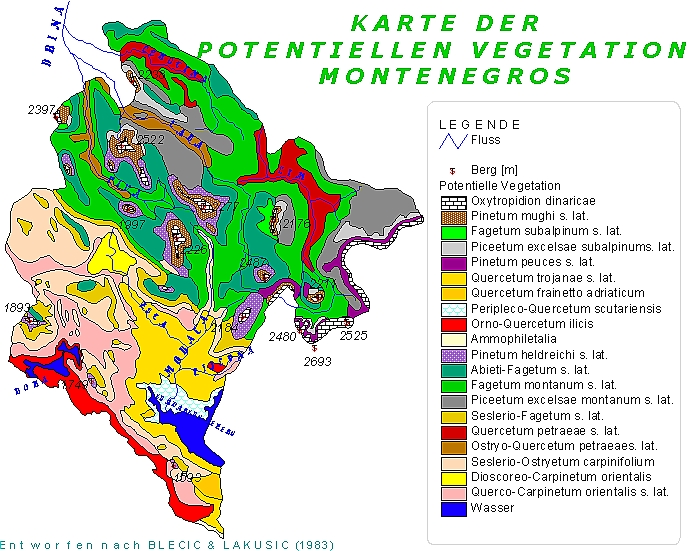
Verbreitung von Quercus trojana in Montenegro

## Mischwälder mit der Mazedonischen Eiche
Eine bemerkenswerte Erscheinung im Waldgebilde Südosteuropas wird von der Mazedonischen Eiche beherrscht. Man bezeichnet ihre Pflanzengesellschaft als Quercetum trojanae Em 58 em. Horvat 59.
 Neben der Mazedonischen Eiche geben andere Eichen (Quercus pubescens, Quercus cerris), Eschen (Fraxinus ornus) oder die buchenähnlichen Baumarten Orientalische Hainbuche (Carpinus orientalis) und Europäische Hopfenbuche (Ostrya carpinifolia) den Ton an. Auch Ahorne (Acer obtusatum) und Mehlbeeren (Sorbus torminalis und Sorbus aria) erlangen hohe Stetigkeit. Der Gewöhnliche Buchsbaum (Buxus sempervirens) wächst oft als Bäumchen bis zu 3 m Wuchshöhe empor. Physiognomisch erinnert die Gesellschaft deshalb zuweilen an eine Pseudo-Macchie.
Im Unterwuchs herrscht bunteste Mannigfaltigkeit, vor allem auf Kalkunterlage.
Die Gesellschaft ist auf flachgründige, warme und trockene Hänge beschränkt.